# Paolo Belloni
Paolo Belloni, o Bellone, latinizzato come Paulus Bellonus (Valenza, 1573 – Milano, 20 aprile 1625), è stato un giurista e politico italiano operante agli inizi del XVII secolo.

## Biografia
Nacque nel 1573 a Valenza (Alessandria) da una famiglia che aveva già avuto magistrati e giureconsulti, tra i quali il fratello maggiore di Paolo, Fabio, giureconsulto e professore di diritto a Pavia e Torino oltre che letterato, morto precocemente a 27 anni.
Paolo Belloni studiò giurisprudenza ma anche materie letterarie avendo come insegnanti Francesco Cicerio, Flavio Torti e Giambattista Costa; tanto che in seguito fu noto, oltre che come esperto giurista, anche come conoscitore di greco e latino.
A partire dal 1597 fu lettore presso l'Università di Pavia. Nella stessa città fu membro - col nome di Inquieto - dell'Accademia degli Intenti e commissario del Sant'Uffizio.
Si trasferì quindi a Milano, dove fu nominato senatore nel 1619 e nel 1621 divenne presidente del Senato di Milano. In seguito fu pretore e dal 1622 al 1624 podestà della città di Cremona.
Morì nel 1625 a Milano, venendo sepolto nella chiesa di San Fedele.

## Opere
- (LA) In titulum Institutionum Iustiniani De obligationibus commentarii, Pavia, Pietro Bertoli & Ottavio Bordone, 1603.